# Breviraja nigriventralis
Breviraja nigriventralis (лат.) — вид хрящевых рыб семейства ромбовых скатов отряда скатообразных. Обитают в центрально-западной и юго-западной частях Атлантического океана между 10° с. ш. и 7° с. ш. Встречаются на глубине до 776 м. Их крупные, уплощённые грудные плавники образуют диск в виде ромба со округлым рылом. Максимальная зарегистрированная длина 44 см. Откладывают яйца. Не являются объектом целевого промысла.

## Таксономия
Впервые вид был научно описан в 1985 году. Голотип представляет собой половозрелого самца длиной 40,2 см, пойманного у берегов Французской Гвианы (7°14′ с. ш. 53°55′ з. д.) на глубине 732 м. Паратипы: неполовозрелые самцы и самки длиной 26,2—33,7 см и 32,2—38 см соответственно, пойманные там же. Видовое название происходит от лат. nigrum — «чёрный» и лат. ventrum — «живот».

## Ареал
Эти батидемерсальные скаты обитают в водах, омывающих северную часть Южной Америки, у берегов Колумбии, Французской Гвианы, Гайаны, Панамы, Суринама, Венесуэлы и Боливии. Встречаются на глубине от 549 до 776 м.

## Описание
Широкие и плоские грудные плавники этих скатов образуют ромбический диск с округлым рылом и закруглёнными краями. На вентральной стороне диска расположены 5 жаберных щелей, ноздри и рот. На длинном хвосте имеются латеральные складки. У этих скатов 2 редуцированных спинных плавника и редуцированный хвостовой плавник. Дорсальная поверхность диска коричневато-серого или черновато-серого цвета, спинные и хвостовой плавники чёрные. Вентральная поверхность чёрная за исключением более светлой ростральной области. Вдоль позвоночника на задней половине диска проленают 3 ряда небольших шипов. Максимальная зарегистрированная длина 44 см.

## Биология
Подобно прочим ромбовым эти скаты откладывают яйца, заключённые в жёсткую роговую капсулу с выступами на концах. Эмбрионы питаются исключительно желтком.

## Взаимодействие с человеком
Эти скаты не являются объектом целевого промысла. Потенциально могут попадаться в качестве прилова.